# 叶轮木
叶轮木（学名：Ostodes paniculata），为大戟科叶轮木属下的一个植物种。